# Битон, Изабелла (музыкант)
Изабелла Битон (англ. Isabella Beaton; 20 мая 1870, Гриннелл, округ Пауэшик — 19 января 1929) — американская пианистка и композитор.
Дочь настройщика фортепиано. Дебютировала как пианистка в 12-летнем возрасте. Окончила консерваторию в Айове (1890), где её наставником был известный педагог Уиллард Кимбалл. В течение четырёх лет преподавала в различных городах штата. В 1894—1897 гг. училась в Берлине у О. Б. Бойза (композиция) и Эммы Кох (фортепиано), в 1897 г. прошла также курс истории музыки в Берлинском университете; в 1897—1899 гг. продолжила совершенствоваться как пианистка в Париже под руководством Морица Мошковского, занималась также скрипкой у Анри Бертелье.
Вернувшись в 1899 г. в США, обосновалась в Кливленде. До 1910 г. преподавала фортепиано, композицию, гармонию, теорию и историю музыки в Кливлендской школе музыки, в 1910 г. открыла в городе собственную музыкальную школу. В 1906—1911 гг. органист и хормейстер одной из баптистских церквей Кливленда. Выступала как солистка с Бостонским симфоническим оркестром. Автор Скерцо для оркестра, исполнявшегося коллективами под руководством Эмиля Паура и Франка ван дер Стукена, струнного квартета, фортепианной сонаты и других камерных сочинений.